# Комарин (село)
Комари́н — село в Україні, у Почаївській міській громаді Кременецького району Тернопільської області. Розташоване на річці Іква, у центрі району.
Раніше називалося Камарин. До Комарина приєднано хутір Польова Гребля. До 2015 підпорядковувалося Старотаразькій сільській раді. Нині належить до Почаївської міської громади.
Населення — 415 осіб (2015).

## Населення
За даними перепису населення 2001 року мовний склад населення села був таким:
| Мова       | Число ос. | Відсоток |
| ---------- | --------- | -------- |
| українська |           | 99,6     |
| російська  |           | 0,4      |

## Історія
Перша писемна згадка — 1545 як власність князя Дмитра (Байди) Вишневецького.
На 1936 рік село входило до ґміни Почаїв Кременецького повіту. 
12 червня 2020 року, відповідно до розпорядження Кабінету Міністрів України № 724-р «Про визначення адміністративних центрів та затвердження територій територіальних громад Тернопільської області», увійшло до складу Почаївської міської громади.
19 липня 2020 року, в результаті адміністративно-територіальної реформи та ліквідації Кременецького (1940-2020) району, село увійшло до складу новоутвореного Кременецького району.

## Відомі люди

### Народилися
- Лазар (Швець) — архієрей Української православної церкви (Московського патріархату) з 1980, митрополит Сімферопольський і Кримський. З 2006 — ректор Таврійської духовної семінарії. З 2012— постійний член Священного Синоду УПЦ МП.

## Галерея

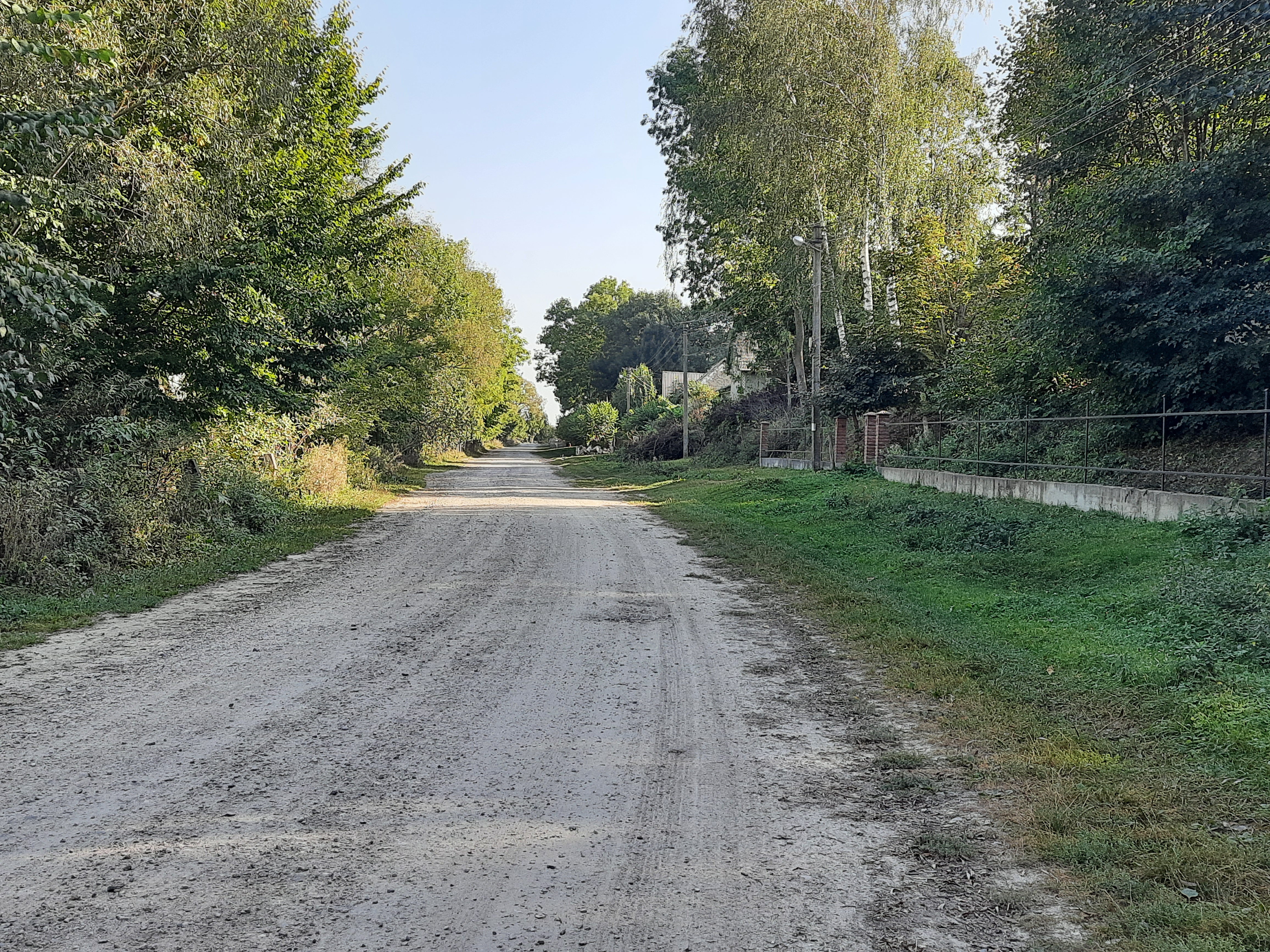
Сільська вулиця
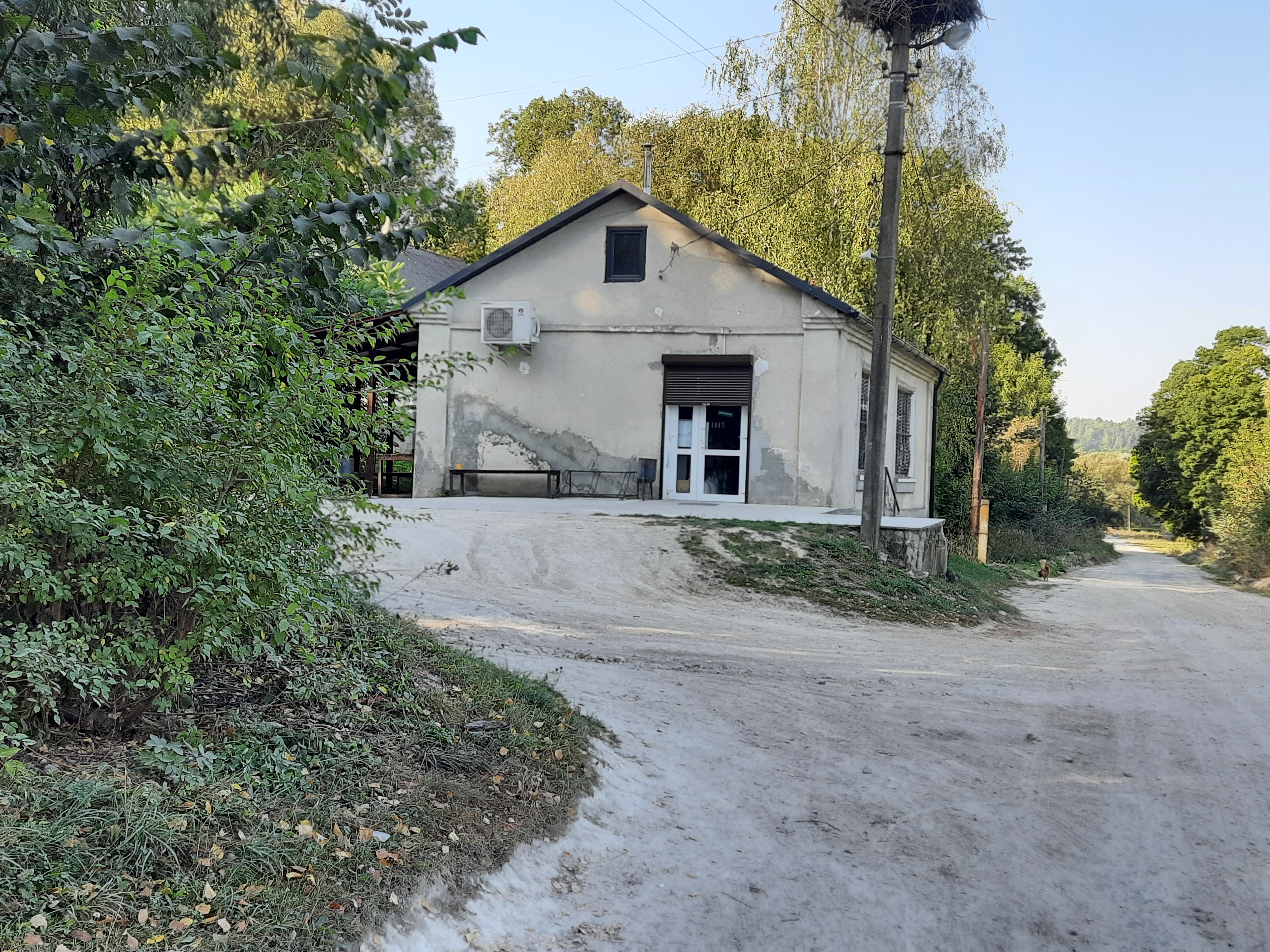
Крамниця
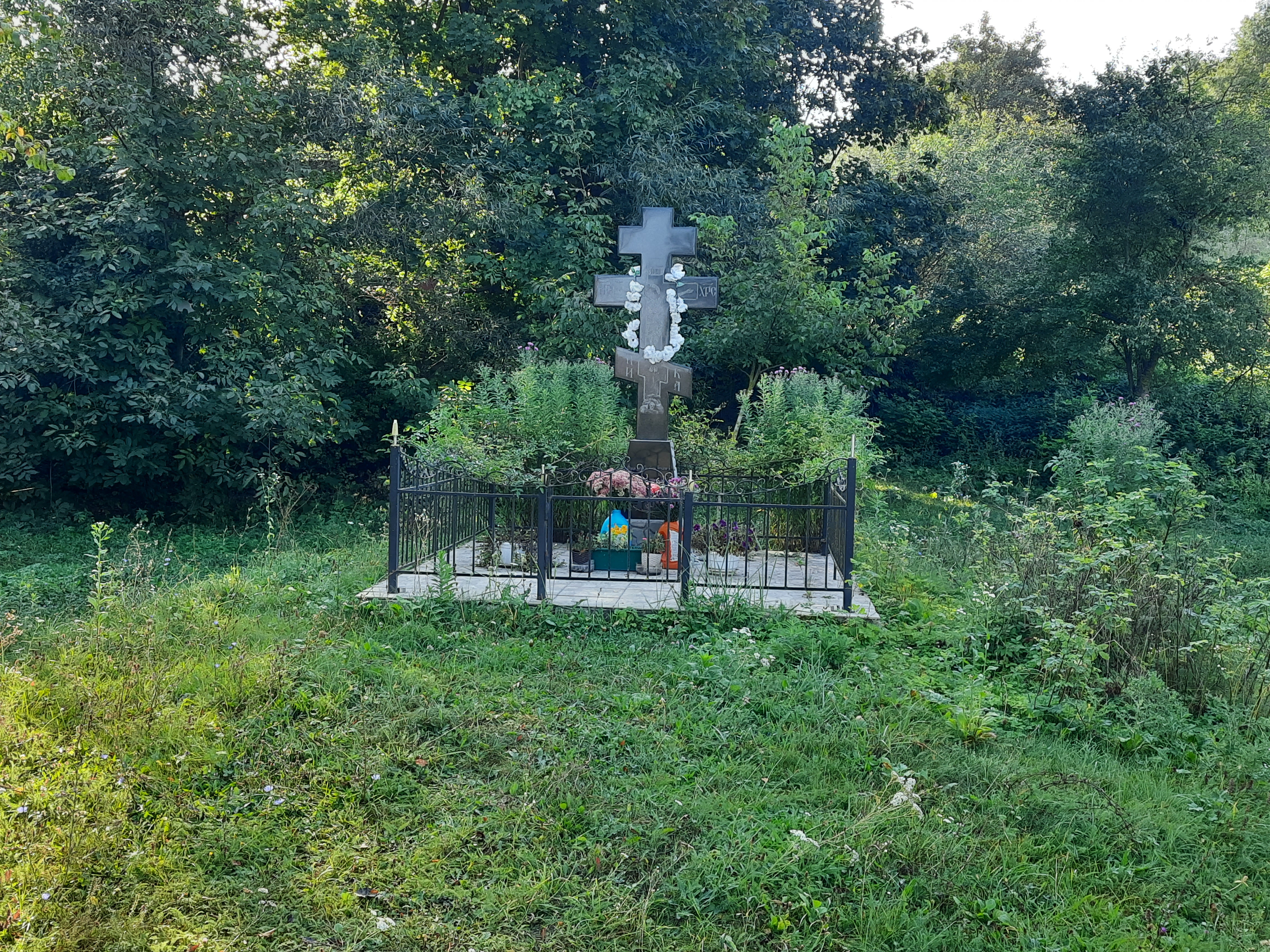
Пам'ятний хрест
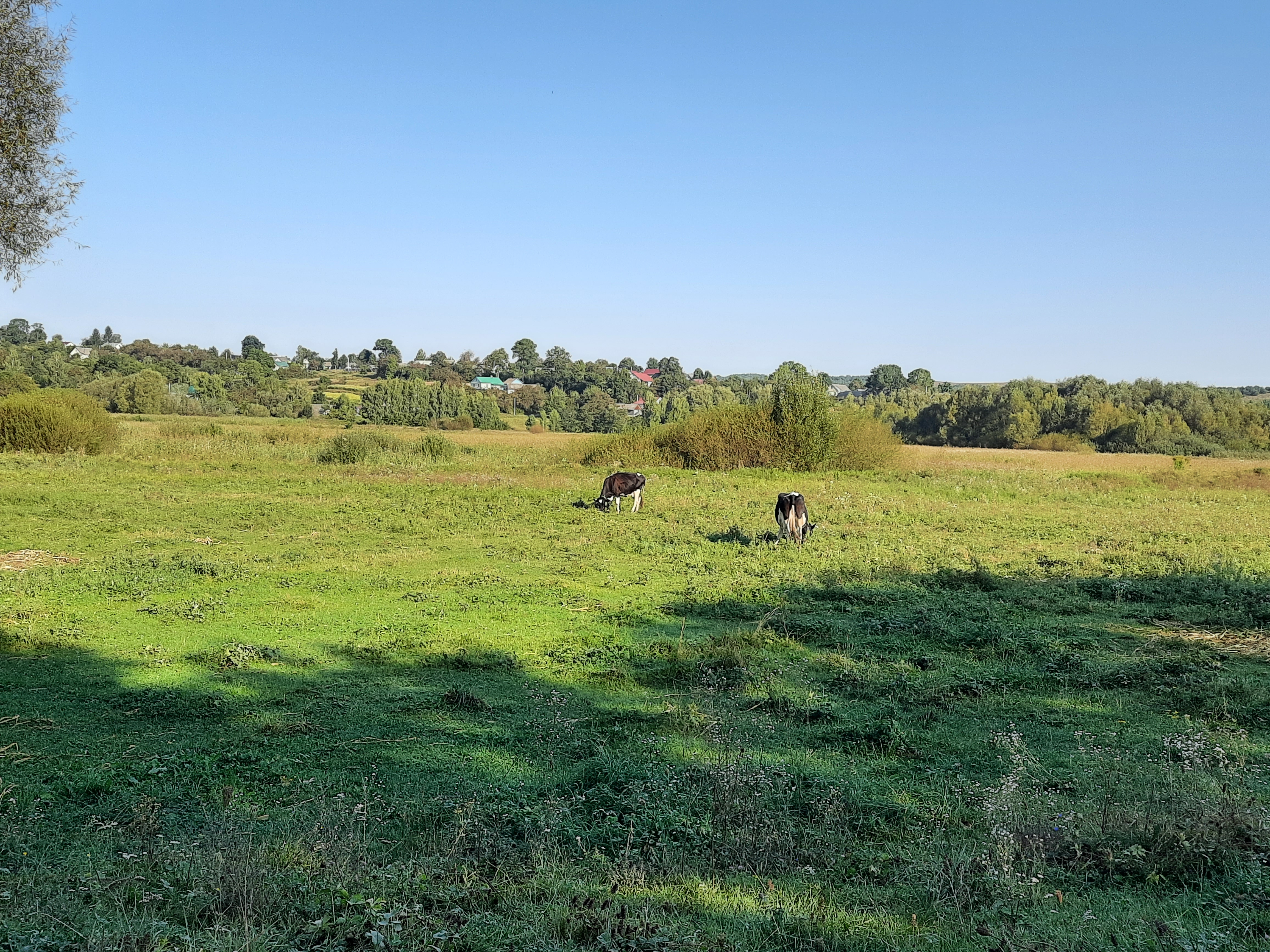
Сільський краєвид
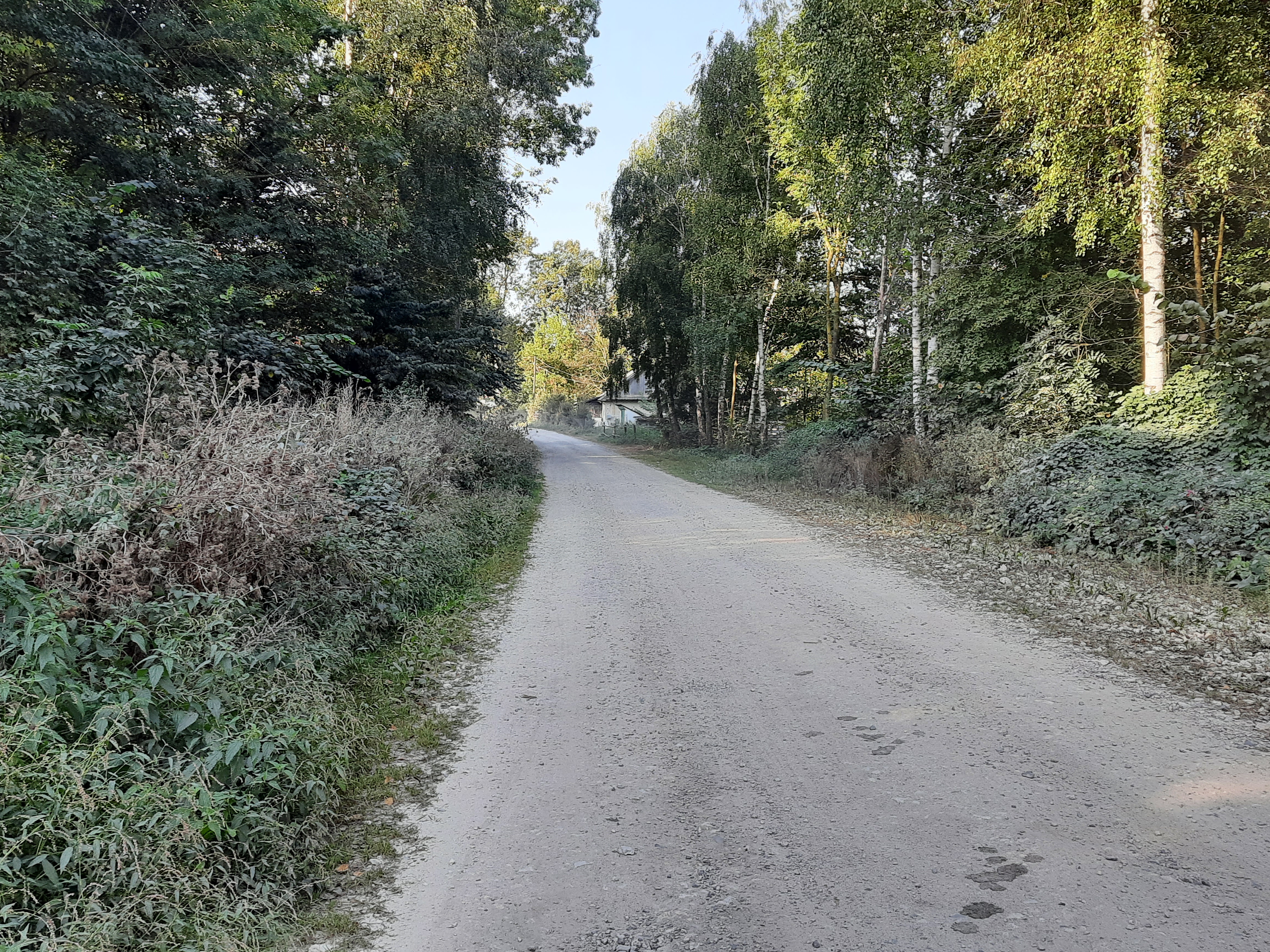
Околиця села